# Marienkirche (Botenheim)

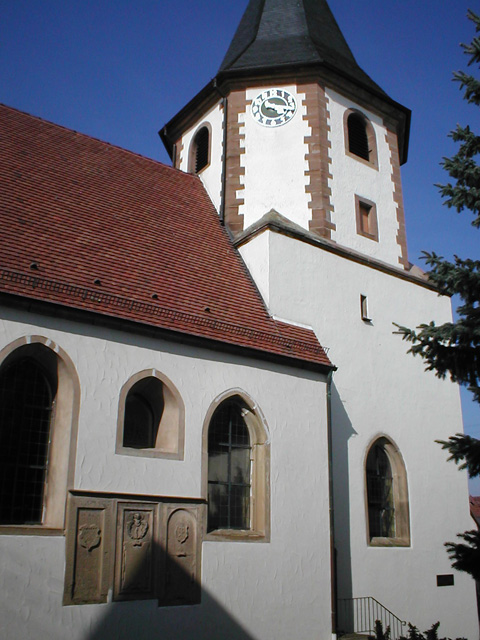
Evangelische Marienkirche in Botenheim

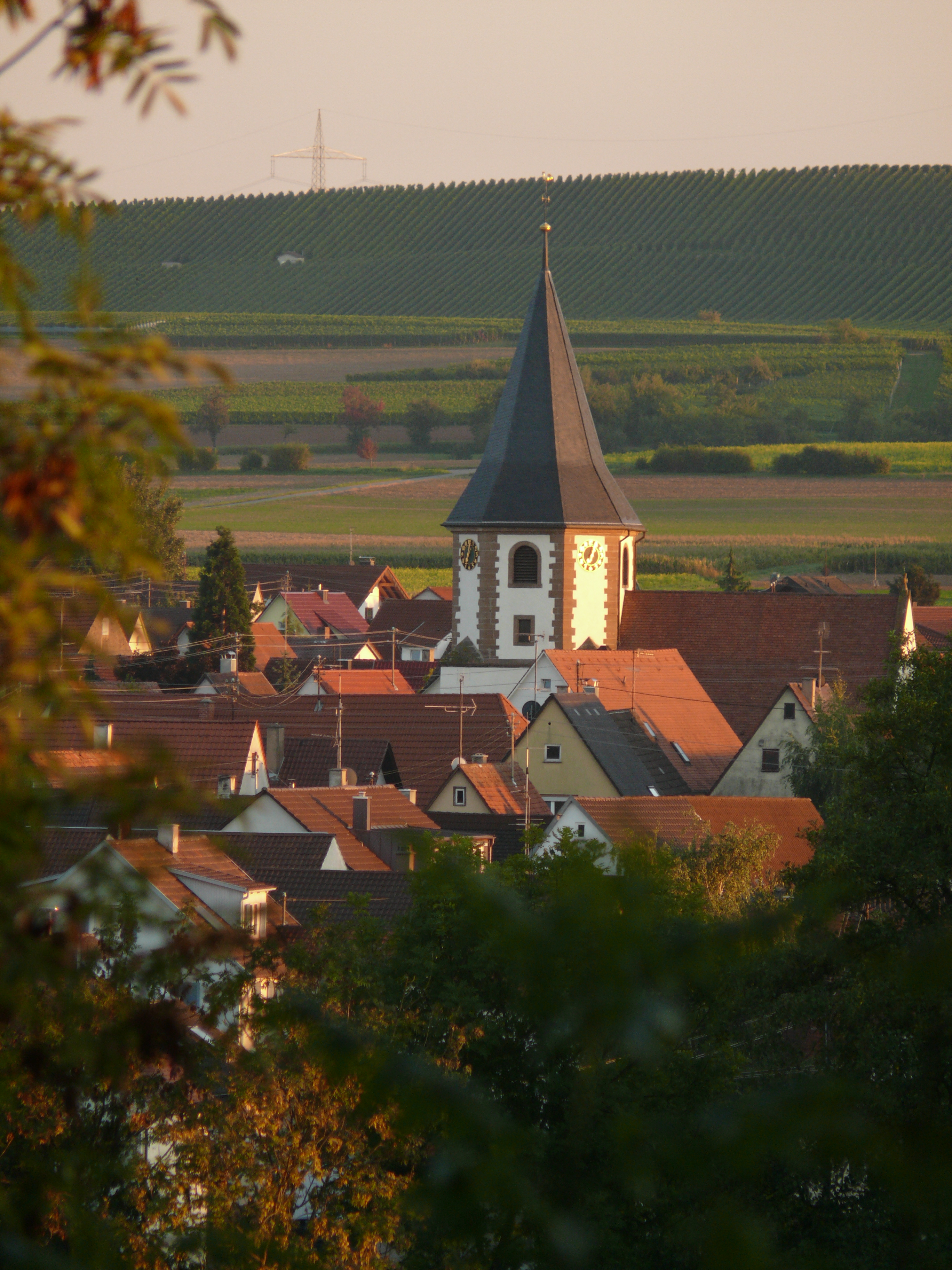
Blick auf die Marienkirche vom Brackenheimer Friedhof

Die Marienkirche in Botenheim, einem Stadtteil von Brackenheim im Landkreis Heilbronn im nördlichen Baden-Württemberg, ist seit 1351 bezeugt. Um die Kirche befand sich einst der mittelalterliche Friedhof des Ortes.

## Geschichte
Die Kirche in Botenheim wurde erstmals 1351 im Zusammenhang mit der Frühmesserei in Cleebronn (mit dessen württembergischen Teil Botenheim einst eine gemeinsame Markung besaß) erwähnt. Kirchlich gehörte Botenheim mit Alt-Cleebronn ursprünglich zur Gemeinde der Martinskirche in Meimsheim. Der älteste Teil der Botenheimer Kirche, der Chorturmsockel, datiert aus der Zeit um 1280. Es wird angenommen, dass der Bau einer massiven Kirche im Zusammenhang mit der Ablösung von der Muttergemeinde in Meimsheim steht und sich diese daher bereits um 1280 vollzog. Bei der Ersterwähnung der der Jungfrau Maria geweihten Kirche im Jahr 1351 war Botenheim bereits eine eigenständige Pfarrei. Das Patronatsrecht der Kirche lag ursprünglich als Wormser Lehen bei den Herren von Magenheim, kam im Mai 1366 an die Herren von Talheim und im November desselben Jahres an einen Ritter Hofwart. 1443 war die Kirche dann in württembergischem Besitz. Graf Ludwig I. übergab in jenem Jahr die Pfarreien in Botenheim, Pfaffenhofen und Ramsbach den Nonnen des Frauenklosters Frauenzimmern, die dafür ihren Besitz im Zabergäu an den württembergischen Grafen abtraten. Der Graf behielt sich jedoch weiterhin das Präsentationsrecht (d. h. die Ernennung des gemeinsam von Nonnen und Bürgern vorgeschlagenen Pfarrers) vor. Um 1480 wurde Alt-Cleebronn von Botenheim abgelöst und zur selbstständigen Pfarrei erhoben. Die Sakristei an der Nordseite des Chorturms wurde um 1500 angebaut.
Durch die Zugehörigkeit zu Württemberg wurde in Botenheim 1534 die Reformation durchgeführt. Der erste evangelische Pfarrer war wohl der bis 1555 am Ort wirkende Sebastian Weinmar. Noch 1534 wurde die Frühmesspfründe in Botenheim aufgehoben und das Pfründhaus an die Gemeinde verkauft, die an seiner Stelle das Rathaus errichtete. In der Zeit des Augsburger Interims wurde von 1548 bis 1555 nochmals altgläubiger Gottesdienst abgehalten. 1598 wurde eine noch heute erhaltene neue Glocke angeschafft.
Im Dreißigjährigen Krieg wurde Botenheim schwer in Mitleidenschaft gezogen. Das Dorf war zeitweise unbewohnt und halb niedergebrannt, die Kirche wurde 1639 von kaiserlichen Soldaten verwüstet. 1647 kam es zu weiteren Beschädigungen der Kirche. Die Pfarrei war im späten 17. Jahrhundert noch infolge des Krieges öfters unbesetzt, und Botenheim war von 1647 bis 1659 Filialgemeinde von Brackenheim. 1668 kam es unter Pfarrer Ludwig Braun zu ersten geschichtlichen Untersuchungen in der Kirche, als man einen alten Grabstein im Chor heben ließ, um in dem darunter befindlichen Grab eventuell Altertümer zu finden. Das Grab war jedoch leer und wurde wieder verschlossen. Im selben Jahr wurde das hölzerne Altarkruzifix erworben. Ab 1690 war die Pfarrstelle wieder unbesetzt und Botenheim bis 1698 wieder Filial von Brackenheim. Unter Pfarrer Johann Georg Härlin (im Amt 1701 bis 1736) wurde das marode Pfarrhaus erneuert und wurden die seit dem Dreißigjährigen Krieg abhandengekommenen Ausstattungsgegenstände für die Kirche wiederbeschafft. Unter anderem wurden auch 1721 eine Empore eingebaut und ebenfalls noch in Härlins Amtszeit der Friedhof vergrößert und verschiedene Renovierungen an der Kirche vorgenommen. Unter dem von 1737 bis 1762 im Amt befindlichen Pfarrer Jacob Christoph Köllreuter wurde 1745 das Kirchenschiff verlängert, 1748/49 die Turmuhr renoviert, 1749 die Innendekoration überarbeitet und 1756 der Kirchturm mit einem neuen Dachstuhl versehen. Der Dachstuhl des Turms musste jedoch bereits 1789 wieder erneuert werden.
Unter Pfarrer August Camerer (im Amt 1811 bis 1831) wurden das Pfarrhaus in seiner heutigen Gestalt erneuert, eine neue Orgel für die Kirche beschafft und der Friedhof nochmals erweitert. 1864 hat man die alten Malereien in der Kirche übertüncht. 1894 wurde eine erste Heizmöglichkeit geschaffen. Unter Pfarrer Wilhelm Stotz (im Amt 1904 bis 1929) wurde die Kirche 1909 grundlegend renoviert, wobei auch die alten Malereien wieder aufgedeckt wurden.
Eine erneute Renovierung schloss sich 1955 an. Dabei wurde die einst bis durch den Chorturm umlaufende Empore verkleinert, wodurch der Chor frei für Altar und Orgel wurde. Kanzel, Taufstein und Orgel wurden neu angeschafft, wobei die Orgel den Prospekt des Vorgängerinstrumentes erhielt. Ein nachträglich eingebrochenes Südportal wurde wieder vermauert und das ursprüngliche Westportal wieder zum Hauptportal umgebaut. Durch die Umbauten reduzierte sich die Anzahl der Sitzplätze in der Kirche von 400 auf 200. Schließlich wurden 1959 ein neues Vierer-Geläut angeschafft und 1961 die Kirche nochmals außen renoviert.

## Beschreibung
Die Kirche in Botenheim ist eine einschiffige Chorturmkirche, deren Chor nach Osten ausgerichtet ist. Nördlich an den Chorturm ist eine Sakristei angebaut, die von einem Netzgewölbe überspannt ist.
An der südlichen Außenwand des Kirchenschiffs sind die drei Epitaphien des Schultheißen Martin Waydenlich († 1576) und des Hans Ebelmann († 1592) sowie deren beider Ehefrau Margaretha († 1598) eingelassen. Im Chor der Kirche befindet sich das Epitaph des Schultheißen Johann Jacob Nördlinger († 1660) und seiner Ehefrau Maria († 1653).

## Glocken
Über den historischen Glockenbestand weiß man, dass 1740 mindestens ein Dreigeläut vorhanden war, da in jenem Jahr eine „mittlere Glocke“ erwähnt wurde. 1833 wurde eine „alte“ Glocke umgegossen.
Vor dem Ersten Weltkrieg bestand das Geläut aus drei Glocken. Die älteste und heute noch vorhandene Glocke von 1598 wurde bei Martin und Hans Miller in Esslingen gegossen, hat den Nominalton as‘, einen Durchmesser von 104 cm und ein Gewicht von 661 kg. Die Bronzeglocke trägt die Inschrift AVS DEM FEIR FLOS ICH, MARTIN VND HANS MILLER ZV ESSLINGEN GOSEN MICH ANNO 1598. Eine weitere Bronzeglocke stammte aus der Gießerei von Jacob Ernst in Esslingen und war dort 1677 gegossen worden. Sie hatte einen Durchmesser von 52 cm, ein Gewicht von 80 kg und trug die Inschrift: GEGOSSEN DURCH JACOB ERNST VON ESLINGEN DEN 6. O(CTOB). ANNO 1677. PFARRER WAR M. LUDWIG BRAUN. F. L. T. S. I. I. S. T. H. W. B. H. I. H. Die dritte Glocke war eine 1833 bei Heinrich Kurtz in Stuttgart gegossene Bronzeglocke mit einem Durchmesser von 80 cm und einem Gewicht von 262 kg. Die Glocke trug die Inschrift SCHÄTZ JEDEN GLOCKENSCHLAG AUF JENEN TAG sowie Angaben über Gießerei und Gussjahr sowie die Namen von Pfarrer, Bürgermeister, Schultheiß und Heiligenpfleger.
Im Ersten Weltkrieg wurde die Kurtz-Glocke von 1833 zu Rüstungszwecken abgeliefert. Nach Kriegsende wurden 1920 zwei neue Bronzeglocken bei der Glockengießerei Bachert in Auftrag gegeben. Dabei schmolz man auch die seit längerem schadhafte Glocke von 1677 ein. Die größere der beiden Glocken von 1920 hatte den Nominalton b‘, einen Durchmesser von 84 cm und ein Gewicht von 345 kg. Sie trug die Inschrift EHRE SEI GOTT IN DER HÖHE sowie Glockengießerei und Gussjahr. Die kleinere Glocke hatte den Nominalton d‘‘, einen Durchmesser von 66 cm und ein Gewicht von 162 kg. Sie trug die Inschrift O LAND, LAND, LAND HOERE DES HERREN WORT nebst Glockengießerei und Gussjahr.
Im Zweiten Weltkrieg mussten die beiden größten Glocken der Kirche abgeliefert werden, d. h. die Miller-Glocke von 1598 sowie die größere der beiden Bachert-Glocken von 1920. In den letzten Kriegs- und ersten Nachkriegsjahren war die kleinere Bachert-Glocke von 1920 die einzige Glocke der Kirche. Die Miller-Glocke entging jedoch der Einschmelzung und kehrte 1948 nach Brackenheim zurück.
1959 hat man das Geläut der Kirche umgestellt. Die kleine Bachert-Glocke von 1920 wurde dem Gustav-Adolf-Werk überlassen und kam 1960 nach Trieben in der Steiermark. Als Ergänzung der alten Miller-Glocke von 1598 wurden 1959 drei neue Glocken bei Heinrich Kurtz in Stuttgart gegossen. Die Kreuzglocke hat den Schlagton b‘, einen Durchmesser von 92,1 cm und ein Gewicht von 512 kg. Die Zeichen- und Schiedglocke hat den Nominalton des‘‘, einen Durchmesser von 76,2 cm und ein Gewicht von 283 kg. Die Taufglocke hat den Nominalton es‘‘, einen Durchmesser von 67,9 cm und ein Gewicht von 203 kg. Die drei Glocken von 1959 tragen jeweils Bibelzitate sowie das Gießereikürzel HK und die Jahreszahl 1959. Auf der größten der Glocken ist außerdem eine von Helmut Uhrig gestaltete Kreuzigungsgruppe zu sehen, auf den beiden anderen sind christliche Symbole (Kreuz mit Alpha und Omega bzw. Kreuz mit Fischen und Wellen).